# Monossido di carbonio deidrogenasi (citocromo b-561)
La monossido di carbonio deidrogenasi (citocromo b-561) è un enzima appartenente alla classe delle ossidoreduttasi, che catalizza la seguente reazione:
CO + H2O + 2 ferricitocromo b-561 ⇄ CO2 + 2 H+ + 2 ferrocitocromo b-561
L'enzima contiene molibdopterina citosina dinucleotide, FAD centri 2Fe-2S. L'ossigeno, il blu di metilene ed il cloruro di iodonitrotetrazolo possono agire come accettori di elettroni non fisiologici. 